# Cyprian von Concin

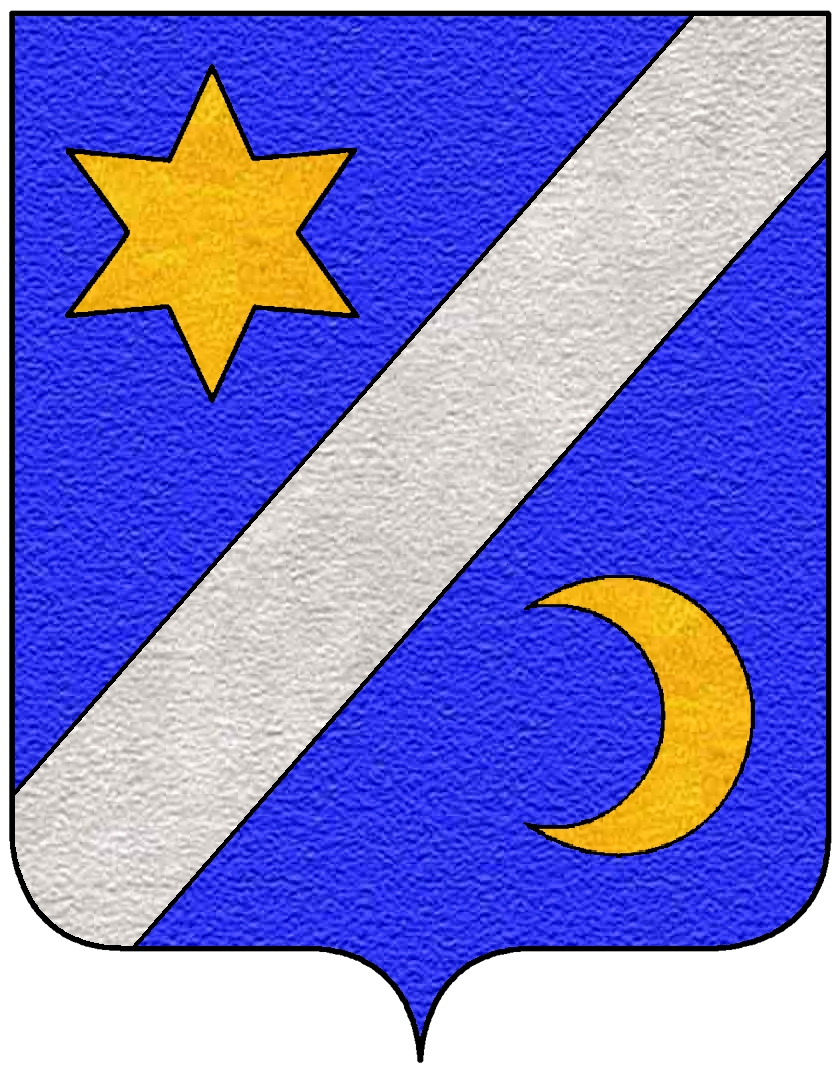
Wappen der Concin

Cyprian Freiherr von Concin zu Malgoll († 24. Mai 1621 in Baden bei Wien) war ein österreichischer Adliger und Gutsbesitzer, kaiserlicher Oberst und wirklicher Hofkriegsrat, der in den Freiherrenstand erhoben wurde.

## Leben
Er stammte aus dem Adelsgeschlecht Concin und war der Sohn von Johann Conrad von Concin und Barbara geb. von Mornberg. Sein Großvater Christoph von Concin diente noch 1567 als Rat des Tiroler Landesfürsten Erzherzog Ferdinand II. Cyprian von Concin war Herr der niederösterreichischen Herrschaft Enzesfeld. Kaiser Rudolph II., Mathias und Ferdinand II. diente er als Oberst zu Fuß und Wirklicher Hofkriegsrat. Am 24. April 1608 wurde er und seinen Vetter oder Bruder Conrad in Wien in den Freiherrenstand erhoben. Des Weiteren erhielten beide eine Wappenbestätigung und Wappenbesserung. Cyprian von Concin seine Frau Elisabeth geb. von Heyßberg († 1639) stifteten in der Barbarakapelle des Wiener Stephansdoms eine ewige Messe, sowie einen Seitenaltar, worauf die Muttergottes und darunter der Heilige Cyprian und Elisabeth, neben dem Wappen der Concin und Heyßberg dargestellt waren. Die Ehe blieb kinderlos. Nach dem Tode ihres Mannes lebte seine Witwe  noch mehrere Jahre (vermutlich als Nonne) im Klarissenkloster St. Nikola in Wien. Beide liegen im Wiener Stephansdom begraben. Mit Cyprian von Conzin endete die Welschtiroler Linie der Conzin von Malgoll. 